# جيمي إدواردز (سياسي)
جيمي إدواردز (بالإنجليزية: Jamie Edwards)‏ هو سياسي أسترالي، ولد في 27 مارس 1946. حزبياً، نشط في الحزب الليبرالي الأسترالي. وقد انتخب عضو الجمعية التشريعية لأستراليا الغربية.